# Vattenfall Nederland
Die Vattenfall Nederland  ist ein niederländischer Energieversorger im schwedischen Vattenfall-Konzern. Vattenfall Nederland ist aus dem Unternehmen n.v. Nuon hervorgegangen, das am 30. Juni 2009 in den Netzwerkbetreiber Alliander und Vattenfall Nederland aufgespalten wurde.

## Hintergrund
Im Februar 2009 kaufte der schwedische Stromkonzern Vattenfall Nuon für 8,5 Milliarden Euro. Vattenfall hatte zum 1. Juli 2009 49 % an Nuon übernommen, die restlichen 51 % sollten in den folgenden sechs Jahren folgen. Die niederländische Nuon-Netzgesellschaft Alliander wurde aber ebenso wie die Nuon Deutschland nicht mit übernommen.
Die wichtigsten Anteilseigner von Nuon sind neben Vattenfall die niederländischen Provinzen Gelderland, Friesland und Noord-Holland sowie die Gemeinde Amsterdam.

## Verkauf Nuon Deutschland

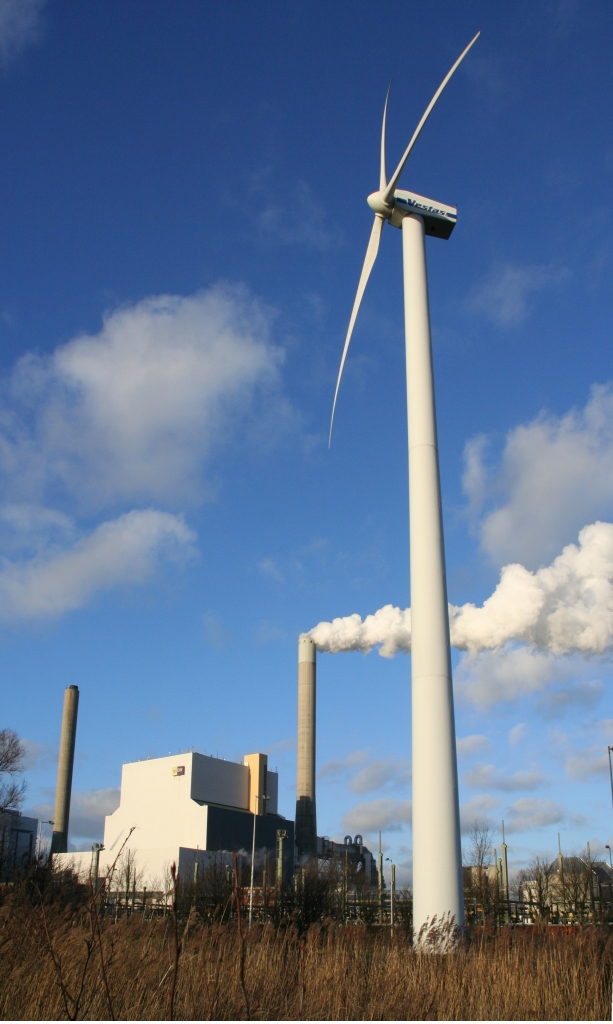
Nuon Windkraftanlage in Amsterdam

Das ehemalige Tochterunternehmen Nuon Deutschland GmbH ist seit dem Jahr 2000 aktiv. Am 23. Juni 2009 erklärten das ehemalige Mutterunternehmen Nuon und die übernehmende Vattenfall, dass es nach einem Beschluss der EU-Wettbewerbsbehörde nicht zu einer Übernahme der Nuon Deutschland kommen werde, da Vattenfall bereits erheblich am deutschen Strommarkt beteiligt war. Am 22. Januar 2010 gab Nuon bekannt, dass die Südwestfalen Energie und Wasser AG die Nuon Deutschland übernehmen werde; der Verkauf wurde am 2. Februar 2010 genehmigt und im Folgemonat rückwirkend zum 1. Januar 2010 realisiert. Seit dem 15. Juni 2010 firmiert das deutsche Unternehmen als Lekker Energie.

## Nuon Solarauto
Ein Solarauto des Teams Nuon gewann die 3000-km-Streckenfahrt der World Solar Challenge 2015 in 33 Stunden und nimmt auch am Folgerennen 2017 teil.